# Ezra Ted Newman
Pour les articles homonymes, voir Newman.
Ezra Theodore (Ted) Newman, né le 17 octobre 1929 à New York et mort le 24 mars 2021 à Pittsburgh, est un physicien américain qui a travaillé à l'université de Pittsburgh. Il a obtenu son doctorat à l'université de Syracuse en 1956.

## Biographie
Son domaine de recherche concerne la relativité générale et plus spécifiquement la recherche de propriétés géométriques des espaces-temps. Son fait le plus célèbre concerne la mise en évidence de la métrique décrivant un trou noir en rotation et possédant une charge électrique. Ce type de trou noir est une généralisation des trous noirs non chargés mais en rotations, appelés trous noirs de Kerr, découverts par le mathématicien néo-zélandais Roy Kerr. Leur généralisation est appelée pour cette raison trou noir de Kerr-Newman, bien que Newman ne soit pas le seul signataire de l'article les décrivant pour la première fois.
Une autre solution exacte est associé à son nom. Il s'agit de l'espace de Taub-NUT, initialement découvert par Abraham Haskel Taub et étudié par la suite plus en détail par Newman, L. Tamburino et T. J. Unti, d'où son nom curieux de Taub-NUT.
Il a également introduit avec le mathématicien britannique Roger Penrose un formalisme élégant et astucieux permettant de simplifier les calculs des quantités décrivant la géométrie d'un espace-temps à quatre dimension, appelé en leur honneur formalisme de Newman-Penrose.